# نوي أبيتا
نوي أبيتا هي ممثلة فرنسية ولدت في 18 مارس 1999.

## وصلات خارجية
- نوي أبيتا على موقع IMDb (الإنجليزية)
- نوي أبيتا على موقع ألو سيني (الفرنسية)
- نوي أبيتا على موقع قاعدة بيانات الفيلم (الإنجليزية)